# Daria Pikulik
Daria Pikulik, née le 6 janvier 1997 à Skarżysko-Kamienna, est une coureuse cycliste polonaise.
Spécialiste de la piste, elle remporte dans la discipline de l'omnium une médaille d'argent aux Jeux olympiques de 2024 et une médaille de bronze aux championnats du monde de 2020.

## Biographie
Daria Pikulik est née en 1997 à Skarżysko-Kamienna, au centre-sud de la Pologne. Sa sœur cadette Wiktoria est également coureuse cycliste. Elles ont participé ensemble aux Jeux olympiques de 2020 et 2024.
En 2014, Daria Pikulik participe aux championnats du monde sur route juniors (moins de 19 ans), terminant neuvième du contre-la-montre. L'année suivante, elle est championne de Pologne du contre-la-montre juniors et se classe septième du contre-la-montre des mondiaux juniors de Richmond. Toujours en 2015, elle s'illustre sur la piste en remportant cinq médailles internationales dont les titres de championne du monde de course aux points et de championne d'Europe d'omnium chez les juniors. 
En 2016, elle participe à ses premiers championnats du monde sur piste élites à Londres, où elle se classe septième de la poursuite par équipes. Aux championnats d'Europe espoirs (moins de 23 ans), elle est médaillée d'argent de la poursuite et médaillée de bronze de la poursuite par équipes. La même année, à 19 ans, elle est sélectionnée pour participer aux Jeux olympiques de Rio de Janeiro et termine 14e de l'omnium. En fin d'année, elle est vice-championne d'Europe de poursuite par équipes, décrochant ainsi sa première médaille internationale chez les élites.
Du 1er août 2017 jusqu'à la fin de l'année, Daria Pikulik est stagiaire au sein de l'équipe professionnelle Cervélo Bigla. Aux championnats d'Europe sur piste de cette année-là, elle remporte le bronze en poursuite par équipes. Au niveau national, elle décroche en 2018 ses premiers titres sur piste dans la catégorie élite. Aux championnats d'Europe espoirs de 2019, elle est médaillée d'argent de la course à l'américaine avec sa sœur Wiktoria. Elle est aussi médaillée de bronze du scratch et de l'omnium. Aux mondiaux 2020 à Berlin, elle termine troisième de l'omnium. En 2021, elle est sélectionnée pour participer aux Jeux olympiques de Tokyo. Elle se classe sixième de la course à l'américaine avec sa sœur Viktoria, mais elle chute sur le scratch de l'omnium et doit abandonner.
Jusque-là peu active sur route, Pikulik rejoint l'équipe continentale polonaise Atom Deweloper-Posciellux.pl-Wrocław en 2022 pour se concentrer davantage sur la discipline. Elle réalise de bonnes performances, en remportant l'Argenta Classic-2 Districtenpijl, puis en terminant troisième du championnat de Pologne et cinquième du championnat d'Europe. En 2023, elle signe un contrat avec l'équipe World Tour Human Powered Health. Forte de son expérience en cyclisme sur piste, elle s'illustre avec ses qualités de sprinteuse. Dès sa première course en janvier, elle gagne l'étape inaugurale du Women's Tour Down Under et porte le maillot de leader pendant un jour. Quelques semaines plus tard, aux championnats d'Europe sur piste, elle décroche l'argent sur l'omnium et le bronze du scratch. Au cours de l'année, elle obtient d'autres succès sur route : elle gagne deux étapes du Tour cycliste féminin international de l'Ardèche, une étape du Tour de Bretagne, la Kortrijk Koerse et pour clore la saison, le Tour du Guangxi, une autre course World Tour.
En 2024, elle ajoute deux autres victoires sur route à son palmarès en remportant l'Argenta Classic-2 Districtenpijl et la Ronde de Mouscron. Sa fédération la sélectionne pour les compétitions  sur piste des Jeux olympiques d'été de 2024 à Paris. Elle termine d'abord septième de la course à l'américaine avec sa sœur. Elle participe ensuite à l'omnium, où elle prend sa revanche sur les Jeux de Tokyo en remportant la médaille d'argent derrière Jennifer Valente, grâce à une grande performance sur la course aux points. De retour sur route, elle est médaillée de bronze du championnat d'Europe au sprint, derrière Lorena Wiebes et Elisa Balsamo.

## Palmarès sur piste

### Jeux olympiques
- Rio de Janeiro 2016
  - 14e de l'omnium
- Tokyo 2020
  - 6e de la course à l'américaine
- Paris 2024
  -  Médaillée d'argent de l'omnium
  - 7e de la course à l'américaine

### Championnats du monde
| Édition / Épreuve     | Poursuite individuelle | Poursuite par équipes | Course aux points | Américaine | Omnium |
| Astana 2015 (juniors) |                        |                       | Or                |            | Argent |
| Londres 2016          |                        | 7e                    |                   |            |        |
| Hong Kong 2017        | 24e                    | 8e                    |                   |            | 4e     |
| Apeldoorn 2018        |                        | 8e                    |                   |            |        |
| Pruszków 2019         |                        | 13e                   |                   | 8e         | 10e    |
| Berlin 2020           |                        |                       |                   |            | Bronze |

### Coupe du monde
- 2018-2019
  - 2e du scratch à Cambridge

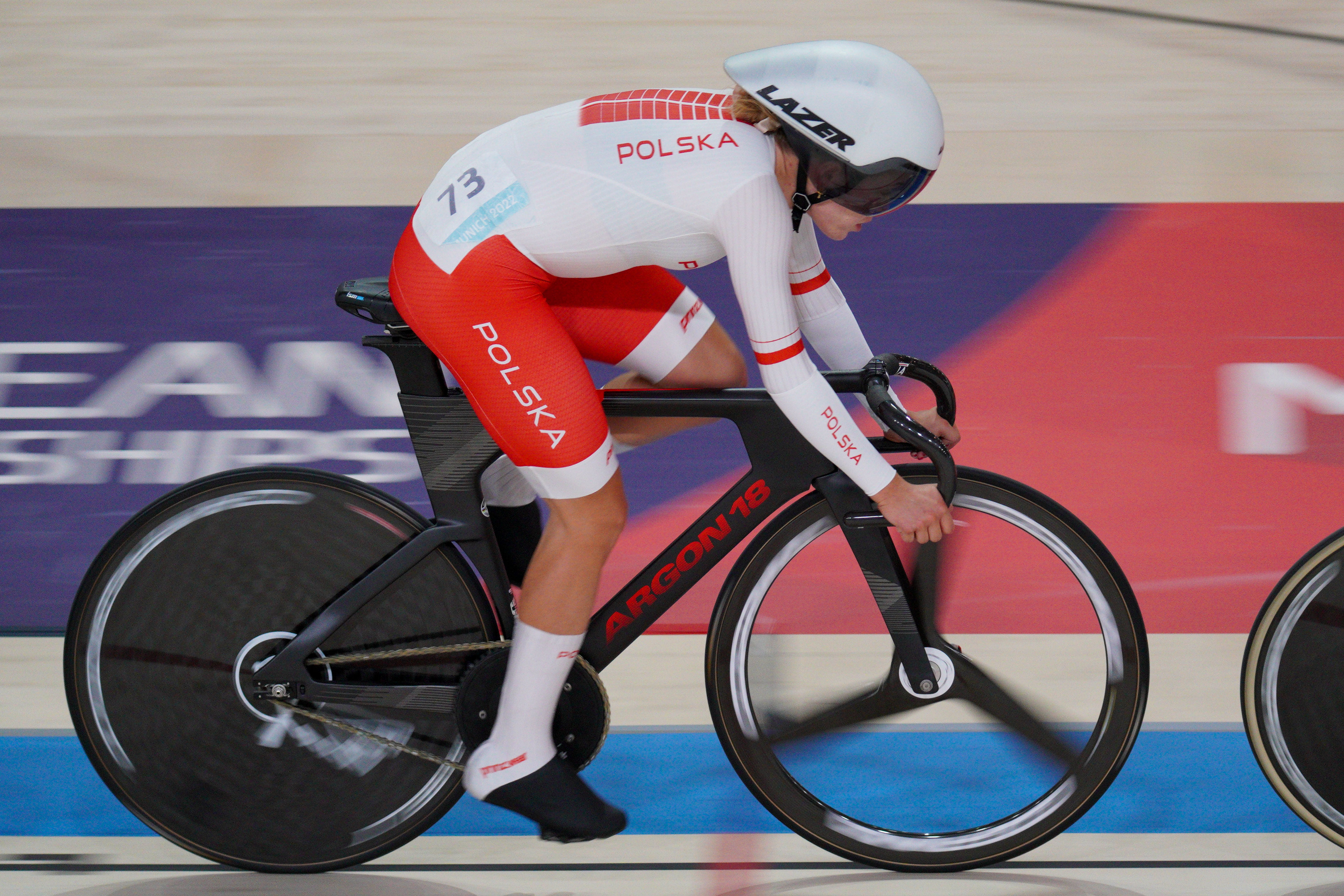
Pikulik lors de l'omnium des championnats du monde sur piste 2022.

  - 3e du scratch à Saint-Quentin-en-Yvelines
- 2019-2020
  - 2e de l'américaine à Cambridge

### Coupe des nations
- 2021
  - 1re de l'américaine à Cali (avec Wiktoria Pikulik)
  - 1re de l'omnium à Cali
  - 2e de la poursuite par équipes à Cali

### Championnats d'Europe
| Édition / Épreuve              | Poursuite individuelle | Poursuite par équipes | Course aux points | Américaine | Scratch | Omnium |
| Anadia 2014 (juniors)          |                        | Argent                |                   |            |         |        |
| Athènes 2015 (juniors)         |                        | Argent                | Argent            |            |         | Or     |
| Montichiari 2016 (espoirs)     | Argent                 | Bronze                |                   |            |         |        |
| Saint-Quentin-en-Yvelines 2016 |                        | Argent                |                   |            |         |        |
| Anadia 2017 (espoirs)          |                        | Argent                |                   |            |         |        |
| Berlin 2017                    |                        | Bronze                |                   |            |         |        |
| Gand 2019 (espoirs)            |                        |                       |                   | Argent     | Bronze  | Bronze |
| Granges 2021                   |                        |                       |                   |            | Bronze  |        |
| Munich 2022                    |                        |                       |                   |            |         | Bronze |
| Granges 2023                   |                        | 7e                    |                   | 6e         | Bronze  | Argent |

### Championnats nationaux
- Championne de Pologne de course aux points : 2017 et 2019
- Championne de Pologne de course par élimination : 2018, 2019 et 2022
- Championne de Pologne d'omnium : 2018, 2019 et 2022
- Championne de Pologne du scratch : 2019 et 2020
- Championne de Pologne de poursuite par équipes : 2022
- Championne de Pologne de course à l'américaine : 2022

## Palmarès sur route

### Par années
- 2014
  - 2e du championnat de Pologne du contre-la-montre juniors
  - 9e du championnat du monde du contre-la-montre juniors
- 2015
  -  Championne de Pologne du contre-la-montre juniors
  - 2e du championnat de Pologne sur route juniors
  - 7e du championnat du monde du contre-la-montre juniors
- 2018
  - 3e du championnat de Pologne sur route
- 2022
  - Argenta Classic-2 Districtenpijl
  - 3e du championnat de Pologne sur route
  - 5e du championnat d'Europe sur route
- 2023
  - 1re étape du Women's Tour Down Under
  - 4e étape du Tour de Bretagne
  - Kortrijk Koerse
  - 1re et 3e étapes du Tour cycliste féminin international de l'Ardèche
  - Tour du Guangxi
  - 2e de la Leiedal Koerse
  - 2e de l'Omloop der Kempen Ladies
  - 3e de la Veenendaal-Veenendaal Classic
  - 3e du Tour de l'île de Chongming

- 2024
  - Ronde de Mouscron
  - Argenta Classic-2 Districtenpijl
  - 2e du Circuit de Borsele

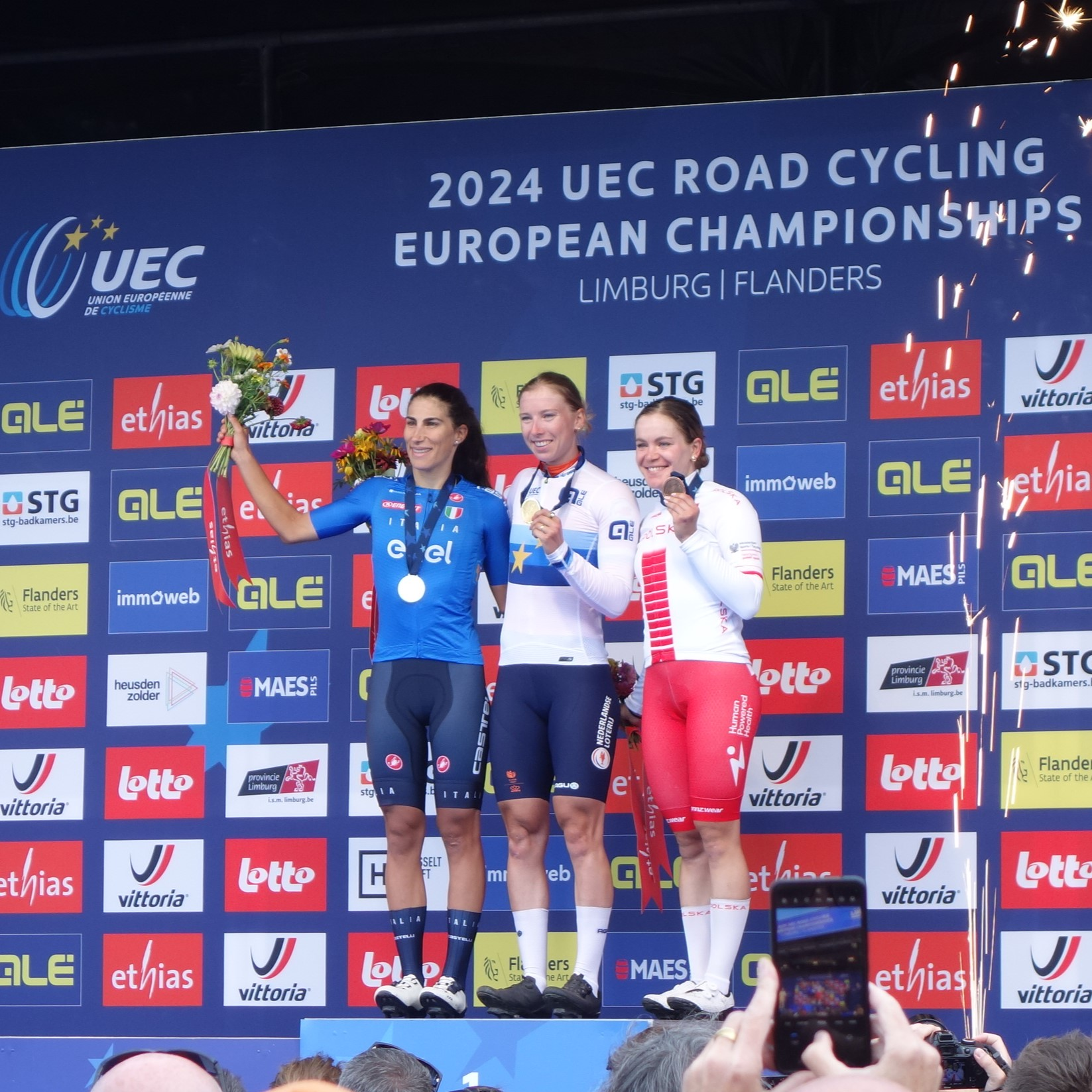
Pikulik (à droite) sur le podium du championnat d'Europe sur route 2024.

  - 2e du Grand Prix Mazda Schelkens
  -  Médaillée de bronze du championnat d'Europe sur route
  - 3e de la Classic Bruges-La Panne
  - 3e du Grand Prix Eco-Struct
  - 3e de la Kortrijk Koerse
- 2025
  - 3e du Tour de la Communauté valencienne

### Résultats sur les grands tours

#### Tour d'Italie
1 participation : 
- 2023 : abandon (6e étape)

#### Tour de France
1 participation
- 2024 : abandon ([[4e étape du Tour de France Femmes 2024|4e étape]])

### Classements mondiaux
| Année                                 | 2017 | 2018 | 2019 | 2020 | 2021 | 2022 | 2023 | 2024 |
| ------------------------------------- | ---- | ---- | ---- | ---- | ---- | ---- | ---- | ---- |
| Classement UCI                        | 398e | 411e | 773e | 732e | 255e | 91e  | 28e  | 32e  |
| UCI World Tour                        | nc   | nc   | nc   | nc   | nc   | nc   | 24e  | 71e  |
|                                       |      |      |      |      |      |      |      |      |
| Légende : nc = non classéSource : UCI |      |      |      |      |      |      |      |      |